# Leptogenys birmana
Leptogenys birmana  (лат.) — вид муравьёв (Formicidae) рода Leptogenys из подсемейства Ponerinae. Китай, Бангладеш, Индия. Мелкие муравьи коричневого цвета (около 6 мм). Глаза среднего размера, расположены в переднебоковых частях головы. Жвалы вытянутые, сомкнутые прикасаются к клипеусу (без зазора между ними), с 3 или более зубцами на жевательном крае, внутренний край с 3 или более зубцами. Голова короткая, субквадратная. Голова и брюшко, в основном, гладкие и блестящие.  Усики 12-члениковые. Нижнечелюстные щупики 4-члениковые, нижнегубные щупики состоят из 4 сегментов. Стебелёк состоит из одного членика (петиоль). Петиоль выше своей длины. Вид был впервые описан в 1900 году швейцарским мирмекологом Огюстом Форелем. Этот вид сходен с видом  Leptogenys huangdii, отличаясь светлой окраской и более крупными размером.